# Quintin Cogly
Quintin Cogly foi um clérigo irlandês e bispo da Diocese Católica Romana de Dromore. Ele cresceu numa família irlandesa gaélica. Ele estabeleceu-se no Baronato de Carra. Cogly era um estudante em Paris em 1520 e entrou para a ordem dominicana. Ele foi ordenado em 1536 e nomeado bispo em 1536. Ele morreu em 1539.